# الرميات الثلاثية

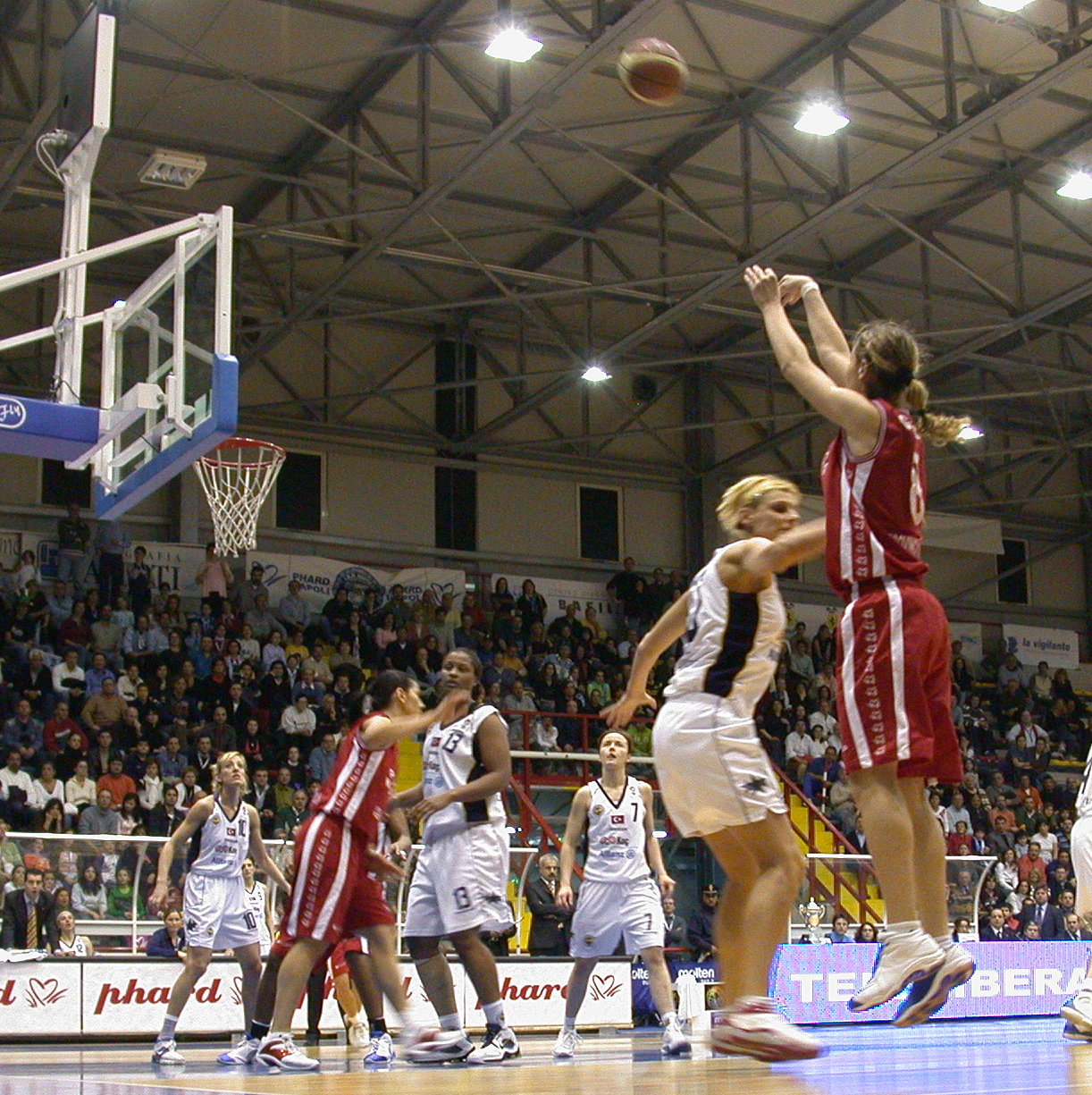

الرمية الثلاثية هي مصطلح في كرة السلة يطلق على الهدف الذي يُحرز من وراء الخط الثالث. يحسب للاعب الذي يسجله ثلاث نقاط، أو نقطتين عند اللعب بنصف الملعب. وعندما يحدث خطأ دفاعي للاعب وهو يسجل الرمية الثلاثية يحسب له ثلاث رميات حرة.